# بخش داوفین
بخش داوفین (به لاتین: Dauphin Quarter) یک منطقهٔ مسکونی در سنت لوسیا است.